# Burg Loburg
Die Loburg in Loburg ist die Ruine einer kleinen Burg im Landkreis Jerichower Land in Sachsen-Anhalt. Von der mittelalterlichen Loburger Burg sind lediglich der imposante Bergfried und ein tonnengewölbter Keller erhalten. Die übrigen Gebäude stammen aus dem 18./19. Jahrhundert. 

## Geschichte

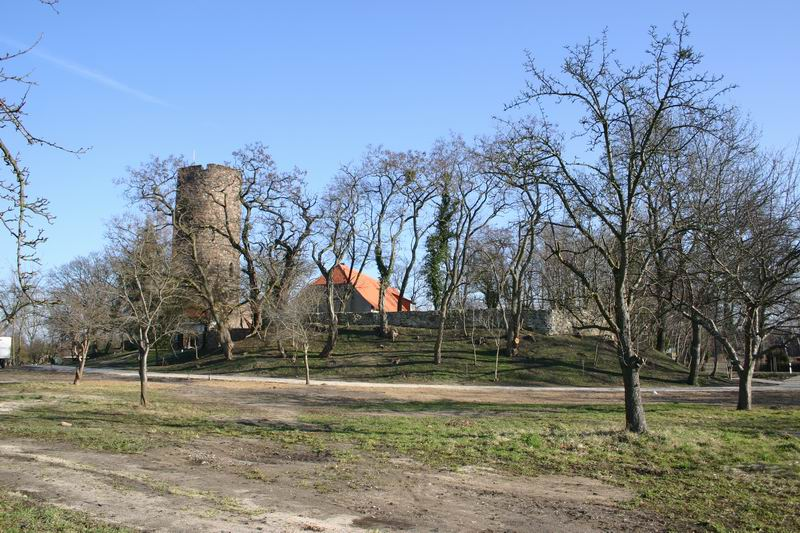
Gesamtansicht der Loburg auf dem Burghügel

Vom 8. bis 10. Jahrhundert bestand eine slawische Wallburg auf einem künstlich aufgeschütteten Hügel. Der Burgward lag im slawischen Gau Moroszani, der von Heinrich I. 928/29 besetzt worden war. Sie war Mittelpunkt eines Burgwardbezirkes, welcher erstmals 965 in einer Urkunde Otto I. erwähnt wurde, als der Burgward dem Moritzkloster übergeben wurde. Während des großen Slawenaufstandes im Jahre 983 geriet er in die Hände der Aufständischen. 1114 wurde Wiprecht von Groitzsch, der sich dem Magdeburger Erzbischof hatte unterwerfen müssen, auf die Loburg gebracht. Ihr Vogt war ein nichtchristlicher Slawe mit Namen Pribor(n). Erwähnt wurde Loburg erstmals 1292 expressis verbis  als Burg. 
Die am Rande des erzbischöflichen Herrschaftsbereiches gelegene Besitzung wurde in den folgenden Zeiten häufig verliehen und verpfändet. Die heute noch vorhandenen spätmittelalterlichen Steinbauten wurden wahrscheinlich von der Familie Santersleben im 14. Jh. errichtet. Sie nannten sich Burggrafen von Loburg und standen im Dienste des Erzbistums Magdeburg. Die häufigen Verpfändungen dauerten an, bis 1609 das Domkapitel die Burg von der in Konkurs gegangenen Familie von Mandelsloh zurückkaufte und von diesem Zeitpunkt an als Amt selbst verwaltete. Bereits 1611 wurde die Burg als unbewohnbar bezeichnet. 1680 ging das Amt Loburg in den Besitz von Kurbrandenburg über. Die neueren, teilweise noch vorhandenen Amtsgebäude wurden nach dem Dreißigjährigen Krieg auf dem Areal der Vorburg errichtet, während die Ruinen der Kernburg nach und nach, wie damals häufig üblich, zur Gewinnung von Baumaterial abgetragen wurden. 

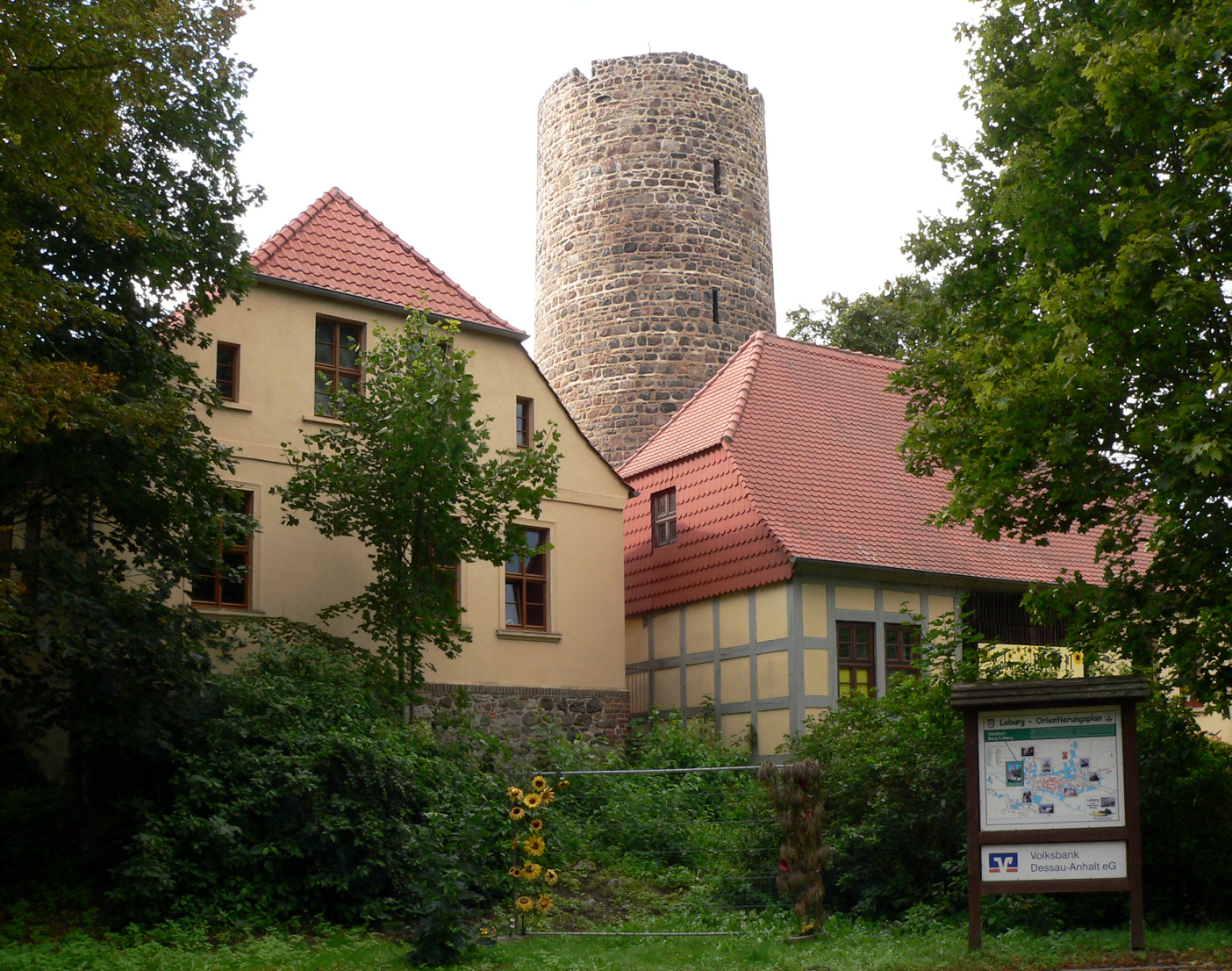
Ansicht von der Straße

Um 1720 begann man über einem alten Keller ein Amtshaus zu errichten, das Torhaus zu reparieren und Wirtschaftsgebäude zu bauen. Die alte Brücke ersetzte man 1756 durch ein steinernes Bauwerk. 1831 gelangte die Burg in den Besitz Friedrich Augusts von Wulffen. Dieser ließ das alte Amtshaus über dem mittelalterlichen Keller neu errichten. Auch das Torhaus setzte man umfassend instand. Im Jahre 1870 baute man die Gebäude repräsentativ um, um sie an den Landrat Freiherrn von Plathow zu vermieten.